# رذیلت (فیلم ۲۰۱۵)
«رذیلت» (انگلیسی: Vice (2015 film)) فیلمی در ژانر مهیج و علمی–تخیلی است که در سال ۲۰۱۵ منتشر شد.